# Melon Diesel
I Melon Diesel sono stati un gruppo musicale gibilterriano divenuto molto popolare anche in Spagna. Dal loro scioglimento sono nati i Taxi e gli Area 52.

## Storia del gruppo
La storia dei Melon Diesel inizia nel 1990 a Gibilterra, quando tre di quelli che poi diverranno i componenti del gruppo, Daniel Fa, Guy Palmer e Adrián Pozo, iniziano a suonare per locali nei fine settimana.
Proprio in questo periodo conoscono altri due musicisti, Daniel Bugeja e Dylan Ferro, che presto entrano a far parte della formazione, il primo alla chitarra ed il secondo alla voce, abbandonando così quello che fino ad allora era stato il suo strumento, la batteria.
Pur avendo iniziato ad esibirsi presentandosi come i Tree House, cambiano presto il proprio nome in favore di "Melon Diesel", ispirati da un cocktail, composto da vodka, malibú, liquore al melone e cocco grattugiato che sono soliti farsi servire nel pub El pelotazo di Gibilterra dove suonano per due anni.
Avendo ormai consolidato un certo successo nei locali della città, decidono di andare a Madrid per sfruttare una maggiore visibilità, ma dopo qualche tempo sono costretti a fare ritorno in patria a mani vuote.
Passato qualche mese, vengono contattati da un ristoratore della capitale spagnola a cui avevano lasciato una demo delle proprie canzoni: un dipendente della Sony Records che si era recato lì aveva sentito la loro musica ed era rimasto colpito.
Tornati a Madrid vengono ingaggiati per accompagnare nei loro tour spagnoli gli Oasis, i R.E.M. ed i Manic Street Preachers e raccolgono numerosi apprezzamenti.
Iniziano poi le registrazioni del loro album di debutto, che hanno luogo in vari studi londinesi con il supporto del produttore Barry Sage, ingegnere del suono che aveva già collaborato con Prince, i Rolling Stones ed i Pet Shop Boys. La cuesta de Mister Bond esce il 24 giugno 1999, lanciato dal primo singolo Contracorriente. Il titolo del disco è un omaggio sia a James Bond che alla propria terra natìa, dove in passato era stato girato uno dei film che vedono la spia nata dalla penna di Ian Fleming come personaggio principale e può essere anche ricollegato ad un tratto di costa gibilterriana chiamato "Cuesta de Mister Vaughn".
L'album viene pubblicato in due versioni, una cantata in spagnolo e una in inglese che esce il 10 luglio del 2000, in modo da incontrare il favore del pubblico di entrambi i paesi di riferimento del gruppo.
Il 21 maggio del 2001 esce il loro secondo album, Hombre en el espejo, registrato interamente a Madrid, sotto la supervisione del produttore Nigel Walker. Questa volta i Melon Diesel cantano solamente in spagnolo, ma mostrano grande cura nella pulizia dei suoni e nella ricerca melodica.
Due anni più tardi, il 20 gennaio del 2003, dopo molti mesi di duro lavoro, viene pubblicato il terzo lavoro del gruppo, Real, prodotto da Danilo Ballo (che già aveva lavorato con Alejandro Sanz) e registrato agli studi Altavox di Milano e agli studi Central di Tarifa. I brani che lo compongono sono cantati sia in spagnolo che in inglese e da ciò si può capire come il titolo del disco sia in realtà una dichiarazione di intenti: il gruppo cerca di coniugare entrambe le proprie identità, cercando di mostrarsi con semplicità a tutto il proprio pubblico.
Dopo questa esperienza all'interno del gruppo sembra che inizino ad emergere dei problemi riguardo alla scelta della lingua in cui comporre i successivi lavori. Dylan Ferro, Dani Fa e Danny Bugeja ritengono che i Melon Diesel debbano consolidare la propria posizione sulla scena spagnola, mentre Guy Palmer ed Adrián Pozo si sentono più legati alla propria lingua madre. Nessun comunicato stampa ha però mai confermato ufficialmente le motivazioni della crisi.
Matura così una scissione che porta allo scioglimento del gruppo: i primi andranno a formare i Taxi, mentre i secondi inizieranno a lavorare al progetto degli Area 52.

## Formazione
- Dylan James Ferro - voce
- Daniel Bugeja - chitarra
- Daniel Sergio Fa - chitarra
- Guy Palmer - basso
- Adrián Francis Pozo - percussioni

## Discografia
- 1999 - La cuesta de Mister Bond (versione spagnola)
- 2000 - La cuesta de Mister Bond (versione inglese)
- 2001 - Hombre en el espejo
- 2003 - Real